# Очины-Плещеевы
Очины-Плеще́евы — русский дворянский род, ветвь рода Плещеевых.
Род внесён в Бархатную книгу.

## Происхождение и история рода
Род берёт своё начало от Григория Семёновича Плещеева по прозванью Очи потомка в пятом колене боярина Фёдора Бяконта. Родным дядей Григория был один из самых главных сторонников Василия Васильевича Тёмного боярин Михаил Борисович Плещеев. На протяжении полувека род не занимал видных мест при дворе, однако пошёл в гору при великом князе Василии Ивановиче, когда Иван Григорьевич Очин-Плещеев стал воеводой в Туле. Его сыновья и внуки играли важную роль в Опричнине. Род угас в начале XVIII века со смертью бездетного стольника Фёдора Петровича.

## Родословная
Григорий Семëнович Плещеев-Очи († после 1520) - сын боярский и воевода князя Семëна Ивановича Калужского, был на свадьбе Василия Даниловича Холмского, служил в Новгороде-Северском (1518-1519) и Кашире (1520). Родоначальник.
1. Фëдор Григорьевич Плещеев-Очин († 1.03.1560) - воевода и наместник великих князей Ивана III Васильевича, Василия III Ивановича и великого князя и царя Ивана IV Васильевича Грозного.
  1. Иван Фëдорович Очин-Плещеев-Зуб († после 1550) - сын боярский. Бездетен.
  2. Юрий Фëдорович Очин-Плещеев - бездетен.
  3. Иван Фëдорович Очин-Плещеев-Желда - бездетен.
2. Иван Григорьевич Плещеев-Очин († после 1567) - воевода великого князя Василия III Ивановича и великого князя и царя Ивана IV Васильевича Грозного.
  1. Захарий Иванович Плещеев-Очин († 1571) - боярин, окольничий, воевода и наместник царя Ивана Грозного, видный опричник, казнëн по делу А. Д. Басманова. Женат на Ульяне († до 1565) - младшей жене астраханского хана Ямгурчи.
    1. Григорий Захарьевич Очин-Плещеев - бездетен.

  2. Андрей Иванович Плещеев-Очин († после 1589) - дворянин московский, воевода и наместник царя Ивана IV Васильевича Грозного.
    1. Григорий Андреевич Плещеев-Очин-Глазун († после 1642) - воевода, стольник и судья царей Василия Шуйского и Михаила Фëдоровича.
      1. Пëтр Григорьевич Плещеев-Очин († после 1658) - дворянин московский, стольник и воевода царей Михаила Фёдоровича и Алексея Михайловича. Женат на Александре Михайловне Кашиной дочери Михаила Фёдоровича Кашина-Оболенского и на Матрёне.
        1. Авдотья Петровна Плещеева-Очина - замужем за Григорием Фëдоровичем Щербатовым.
        2. Ксения Петровна Плещеева-Очина († после 1714) - замужем

      2. Фёдор Григорьевич Плещеев-Очин († 1669) - стольник (1627-1640), дворянин московский (1640, 1658-1668), воевода в Курмыше (1625), голова в объезде по Москве (1643/44) царей Михаила Фёдоровича и Алексея Михайловича. Женат на Степаниде Ивановне Бегичевой († после 1672).
        1. Пётр Фёдорович Плещеев-Очин († 1685) - стряпчий (1676).
          1. Фёдор Петрович Плещеев-Очин († после 1692) - стольник царицы Прасковьи Федоровны (1686-1692). Последний представитель рода.
          2. Ксения Петровна Плещеева-Очина († после 1714) - замужем за Василием Андреевичем Борисовым-Бороздиным († после 1700) и за Иваном Петровичем Соловцовым.

        2. Мария Фёдоровна Плещеева-Очина († после 1702) - замужем (с 1679) за стольником Иваном Петровичем Скуратовым.
        3. Прасковья Фёдоровна Плещеева-Очина († после 1712)- замужем за стольником Романом Никитичем Вельяминовым-Зерновым († 1722).

      3. Дмитрий Григорьевич Плещеев-Очин († после 1658) - стольник (1627-1640), дворянин московский (1658) царей Михаила Фёдоровича и Алексея Михайловича. Женат на Соломониде Фёдоровне Левашовой.
      4. Мария Григорьевна Плещеева-Очина († после 1627) - девица.

    2. Федосья Андреевна Плещеева-Очина - замужем за Дмитрием Петровичем Пожарским-Лопатой. Позже инокиня Московского Георгиевского монастыря.
    3. Анастасия Андреевна Плещеева-Очина - замужем за Даниилом Петровичем Свечиным († после 1629).

  3. Иван Иванович Плещеев-Очин († 1570) - дворянин московский и воевода царя Ивана IV Васильевича Грозного, казнëн по делу брата Захария. Бездетен.
  4. Никита Иванович Плещеев-Очин († 1594) - окольничий и воевода царей Ивана Грозного и Фёдора Иоанновича. Женат на Елене († до 1603). Бездетен.